# Polycysteuze leverziekte
Polycysteuze leverziekte is een chronische aandoening waarbij de lever vele, met vocht gevulde cysten bevat.
Dit kunnen tientallen tot honderden cysten zijn, kleine (formaat speldenknop) en grote (formaat grapefruit). 
Veel mensen met een polycysteuze lever merken dit niet of nauwelijks, maar naarmate er meer en grotere cysten zijn, wordt de lever groter en harder en neemt de kans op klachten toe. Het leverweefsel zelf functioneert meestal goed.
Bij 75% van de mensen met polycysteuze nieren is er ook sprake van een polycysteuze lever. Het komt echter ook voor dat iemand een polycysteuze lever heeft terwijl de nieren gezond zijn.

## Symptomen
Naarmate de lever groter wordt, wordt ook de buik groter, alsof de persoon in kwestie zwanger is of een flinke bierbuik heeft. Dit kan sociaal-emotionele gevolgen hebben.
Door druk tegen maag en darmen kunnen klachten ontstaan als: snel een vol gevoel, misselijkheid, zuurbranden, pijn, opgeblazen gevoel en borrelende gassen. Dit kan resulteren in afvallen en ondervoeding. Door druk tegen longen kan kortademigheid optreden, door druk tegen de ribbenboog kan pijn optreden. Door veranderde lichaamshouding kunnen rugklachten ontstaan. Ook moeheid is een veel voorkomende klacht. Wanneer er een galweg wordt dichtgeduwd kan er geelzucht ontstaan, met jeuk tot gevolg.

## Oorzaken en vóórkomen
De aandoening kan zowel autosomaal-dominant overerven als ook spontaan (niet-erfelijk) optreden. De erfelijke variant gaat meestal, maar niet altijd, samen met polycysteuze nieren. De aandoening komt naar schatting bij 1-9 op de 100.000 personen voor, en met name bij vrouwen vanaf het 40e levensjaar. De oorzaak van de erfelijke polycysteuze leverziekte wordt meestal gevonden in een mutatie op chromosoom 19 of op chromosoom 6.

## Behandeling
Een oorzakelijke behandeling van polycysteuze leverziekte is niet beschikbaar. Er wordt onderzoek gedaan naar medicijnen die vermindering van levervolume geven, of in ieder geval de groei remmen, (o.a. vanuit Radboudumc) maar die onderzoeken lopen nog.
Als de lever door de hoeveelheid en grootte van de levercysten zo groot wordt dat er ernstige mechanische klachten ontstaan, dan zijn er de volgende behandelmogelijkheden:
- Aspiratie: onder plaatselijke verdoving leegzuigen van een of twee grote cysten die dicht aan het oppervlak liggen. De cysten kunnen zich weer gaan vullen. Om dat tegen te gaan wordt alcohol in de cyste gedaan. De cystewand plakt dan aan elkaar (scleroseren) en de cyste loopt minder gemakkelijk weer vol.
- Fenestratie: tijdens een laparoscopische operatie wordt een aantal goed bereikbare cysten opengesneden. Die cysten kunnen zich niet meer vullen, want ze zijn stuk, maar de vrijgekomen ruimte kan wel gevuld door nieuwe cysten of naastgelegen cysten die gaan groeien.
- Resectie: wanneer er ernstige klachten zijn kan ook besloten worden een deel van de lever te verwijderen. In de resterende lever kunnen cysten blijven groeien
- Levertransplantatie: bij zeer ernstige klachten kan een patiënt, onder bepaalde voorwaarden en met wachtlijst, in aanmerking komen voor levertransplantatie. De nieuwe levercellen hebben ander erfelijk materiaal, dus daar zullen geen cysten in gaan groeien. Wel moet de patiënt de rest van zijn leven medicijnen gebruiken om afstoting van de lever te voorkomen.